# Burgemeester Delenkanaal
Le Burgemeester Delenkanaal est un canal néerlandais du Brabant-Septentrional. Il relie la Meuse à Macharen, à partir d'un de ses anciens bras, à la ville d'Oss. Il a été réalisé dans les années 1960 et a une longueur d'environ 5 km.
Le canal est creusé perpendiculairement à la traverse du déversoir de Beers et coupe la Hertogswetering dont les eaux passent en dessous du canal par un siphon. De là, le canal passe au pied des quais de la Meuse à Oss, anciens vestiges du déversoir de Beers, avant de se terminer dans le port d'Oss. 
Dans les années 1960, le canal fournissait l'eau à l'ancienne piscine de plein air d'Oss. 
En 2011, le canal a été élargi à hauteur du pont-écluse de Macharen, formant un espace de manœuvre avec un quai d'attente pour les bateaux.  